# Casper Van Dien
Casper Robert Van Dien (Ridgefield (New Jersey), 18 december 1968) is een Amerikaans acteur.

## Levensloop
Van Dien speelde vanaf 1990 kleinere rollen in een aantal films en televisieseries. Hij speelde onder andere mee in Beverly Hills, 90210 en Dr. Quinn, Medicine Woman. Hij werd bij een breder publiek bekend als Johnny Rico, de hoofdrol in de film Starship Troopers (1997) van Paul Verhoeven. Hij werd voor deze rol genomineerd voor een Blockbuster Entertainment Award. Sindsdien speelt hij vooral in horrorfilms. Hij deed niet mee in de tweede film, Starship Troopers 2: Hero of the Federation, maar speelde in 2008 opnieuw Rico in Starship Troopers 3: Marauder.
Van Dien was van 1993-1997 getrouwd met actrice Carrie Mitchum, kleindochter van Robert Mitchum. Zij kregen twee kinderen, waaronder dochter Grace Van Dien die ook actrice is. Samen met Robert Mitchum speelde Van Dien in James Dean: Race with Destiny.
Hij trouwde op 8 mei 1999 met actrice Catherine Oxenberg, die hij had ontmoet bij opnames voor de tv-film The Collectors. Zij was toen al bekend van de tv-serie Dynasty. Zijn schoonmoeder werd de voormalige prinses Elisabeth van Joegoslavië. In 2005 trad het paar op in een eigen realityserie, I married a Princess. Tijdens het tv-seizoen 2006-2007 speelden zij samen in de Amerikaanse dramaserie Watch Over Me op MyNetworkTV. Van Dien en Oxenberg hebben samen twee dochters. Zijn vrouw heeft tevens een dochter uit een vorige relatie. In 2015 scheidden Van Dien en Oxenberg.
Oxenberg en Van Dien waren ambassadeurs voor de charitatieve organisatie Childhelp.

## Filmografie
- Biblioteca Nacional de España: XX1420542
- Bibliothèque nationale de France: cb14042721x (data)
- Gemeinsame Normdatei: 141532998
- International Standard Name Identifier: 0000 0001 1471 3739
- Library of Congress Control Number: no98094908
- MusicBrainz: 2b4f9788-306b-4325-ba4c-31efd04c0ff6
- Nationale Bibliotheek van Polen: a0000001255882
- Nederlandse Thesaurus van Auteursnamen: 171401603
- SNAC: w67h2ff4
- Système universitaire de documentation: 091455146
- Virtual International Authority File: 43920754
- WorldCat: E39PBJpYCHhXr77JCqcy7t8cT3